# 比利·巴隆
威廉·詹姆斯·巴隆（1990年12月11日—）為美國男子籃球運動員，出生於宾夕法尼亚州阿尔图纳，曾代表美國參加2017年美洲盃籃球賽。
2024年9月26日，中国男子篮球职业联赛上海久事簽下巴隆。10月5日，上海久事宣布巴隆抵達上海。巴隆與上海久事練了三堂課後就離開了球隊。10月12日，巴隆宣布高掛球鞋。

## 外部連結
- 比利·巴隆在fiba.basketball（英语）
- 比利·巴隆在archive.fiba.com（存檔）（英语）
- 比利·巴隆在歐洲籃球聯賽官網（英语）
- 比利·巴隆在西班牙篮球甲级联赛官網（球員）（西班牙语）
- 比利·巴隆在TBLStat.net（英语）
- 比利·巴隆在VTB聯賽官網（英语）
- 比利·巴隆在亞得里亞海聯賽官網（英语）
- 比利·巴隆在Basketball-Reference.com（國際）（英语）
- 比利·巴隆在Sports-Reference.com（NCAA）（英语）
- 比利·巴隆在Eurobasket.com（球員）（英语）
- 比利·巴隆在Proballers（英语）
- 比利·巴隆在RealGM（英语）
- 比利·巴隆在Flashscore（英语）